# Quicken the Heart
Quicken the Heart is het derde studioalbum van de Britse band Maxïmo Park. Het album werd uitgebracht op 11 mei 2009.
Het album werd uitgebracht op vinyl, normale cd, "special edition" cd/dvd en via een download-editie. De "special edition" bevat de normale cd en een dvd getiteld Monument. Hierop staat een 65 minuten durende tourfilm van de uitverkochte show van Maxïmo Park in Newcastle in december 2007, inclusief live-beelden en backstage-beelden. De eerste 500 "special edition"-pakketten die via de website van de werden gekocht, waren voorzien van een handtekening van een van de bandleden.
De eerste single van het album, getiteld "The Kids Are Sick Again", kwam uit op 4 mei 2009. Als tweede single werd op 13 juli van datzelfde jaar "Questing, Not Coasting" uitgebracht.

## Tracklist
1. "Wraithlike" – 2:29
2. "The Penultimate Clinch" – 2:36
3. "The Kids Are Sick Again" – 3:04
4. "A Cloud of Mystery" – 3:01
5. "Calm" – 3:07
6. "In Another World (You Would’ve Found Yourself By Now)" – 2:59
7. "Let’s Get Clinical" – 3:53
8. "Roller Disco Dreams" – 3:25
9. "Tanned" – 3:35
10. "Questing, Not Coasting" – 3:41
11. "Overland, West of Suez" – 2:46
12. "I Haven’t Seen Her in Ages" – 3:00
13. "Lost Property" (UK, iTunes Bonus Track) – 3:11

## Hitnotering
| "Quicken the Heart" in de Nederlandse Album Top 100 - binnen: 16-05-2009 | "Quicken the Heart" in de Nederlandse Album Top 100 - binnen: 16-05-2009 | "Quicken the Heart" in de Nederlandse Album Top 100 - binnen: 16-05-2009 |
| Week                                                                     | 01                                                                       |                                                                          |
| ------------------------------------------------------------------------ | ------------------------------------------------------------------------ | ------------------------------------------------------------------------ |
| Nummer                                                                   | 95                                                                       | uit                                                                      |